# سانجی آیر
سانجی آیر (انگلیسی: Sanjay Ayre؛ زادهٔ ۱۹ ژوئن ۱۹۸۰) ورزشکار دو و میدانی اهل جامائیکا است.
وی در مسابقات کشوری و بین‌المللی در مجموع برندهٔ ۱۱ مدال طلا، ۳ مدال نقره، ۴ مدال برنز شده‌است.